# 야마베군

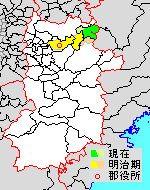
나라현 야마베군의 범위 (녹색: 야마조에촌 연녹색: 후에 다른 군에서 편입된 지역 연노랑: 후에 다른 군에 편입된 지역)

야마베군(山辺郡,(やまべぐん)은 나라현(야마토국)의 군이다.
인구 2,874명, 면적 66.52km², 인구밀도 43.2명/km².(2025년 3월 1일, 추계인구)
이하 1촌으로 구성된다.
- 야마조에촌(山添村)

## 군역
1880년 행정 구역으로 발족 당시의 군역은 아래 구역에 해당한다.
- 나라시의 일부
- 야마토코리야마시의 일부
- 덴리시의 대부분
- 사쿠라이시의 일부
- 우다시의 일부
- 야마조에촌의 대부분

## 역사

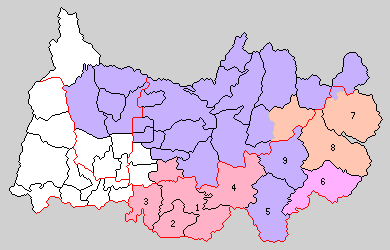
1.야마베촌 2.아사와촌 3.니카이도촌 4.후쿠스미촌 5.쓰게노촌 6.히가시사토촌 7.하타노촌 8.도요하라촌 9.하리가벳쇼촌 (보라: 나라시 분홍: 우다시 빨강: 덴리시 주황: 야마조에촌)

- 1889년 4월 1일 - 정촌제 시행으로, 아래의 정촌이 발족.(9촌)
  - 야마베촌(山辺村): 현 덴리시
  - 니카이도촌(二階堂村): 현 덴리시
  - 아사와촌(朝和村): 현 덴리시
  - 후쿠스미촌(福住村): 현 덴리시
  - 쓰게노촌(都介野村): 현 나라시
  - 히가시사토촌(東里村): 현 우다시
  - 하타노촌(波多野村): 현 야마조에촌, 나라시
  - 도요하라촌(豊原村): 현 야마조에촌
  - 하리가벳쇼촌(針ヶ別所村): 현 나라시
  - 일부가 우다군 산본마쓰촌의 일부가 됨.
  - 일부가 소에카미군 하루미치촌의 일부가 됨.
  - 일부가 시키조군 가미노고촌의 일부가 됨.
- 1893년 9월 26일 - 야마베촌이 정제 시행과 개칭으로 단바이치정(丹波市町)이 됨.(1정 8촌)
- 1897년 9월 28일 - 하타노촌의 일부가 소에카미군 쓰키세촌에 편입.
- 1902년 4월 23일 - 아사와촌의 일부기 단바이치정에 편입.
- 1954년 1월 1일 - 단바이치정·아사와촌·후쿠스미촌·니카이도촌이 시키군 야나기모토정·소에카미군 이치노모토정과 합병하여 덴리시(天理市)가 발족, 군에서 이탈.(5촌)
- 1955년
  - 1월 1일 - 쓰게노촌·하리가벳쇼촌이 합병하여, 쓰게촌(都祁村)이 발족.(4촌)
  - 2월 11일 - 히가시사토촌이 우다군 산본마쓰촌·무로촌과 합병하겨, 새로이 우다군 무로촌이 발족.(3촌)
- 1956년 9월 30일 - 하타노촌·도요하라촌이 소에카미군 히가시야마촌과 합병하여 야마조에촌(山添村)이 발족.(2촌)
- 1957년 8월 31일 - 야마조에촌의 일부가 소에카미군 다와라촌에 편입.
- 2005년 4월 1일 - 쓰게촌이 나라시에 편입.(1촌)